# Aldeanueva de Santa Cruz
Aldeanueva de Santa Cruz es un municipio y localidad española de la provincia de Ávila, en la comunidad autónoma de Castilla y León. El término municipal, ubicado en la comarca de El Barco de Ávila-Piedrahíta y el partido judicial de Piedrahíta, en la vertiente norte de la sierra de Villafranca, tiene una población de 102 habitantes (INE 2024).

## Geografía
La capital del municipio, ubicado en la provincia de Ávila, está situada a una altitud de 1162 m sobre el nivel del mar.
| Noroeste: Santa María de los Caballeros | Norte: La Aldehuela     | Noreste: La Aldehuela       |
| Oeste: Santa María de los Caballeros    |                         | Este: Avellaneda            |
| Suroeste: Santa María de los Caballeros | Sur: Santiago de Tormes | Sureste: Santiago de Tormes |

## Historia
A mediados del siglo XIX, el lugar tenía contabilizada una población de 450 habitantes. Aparece descrito en el primer volumen del Diccionario geográfico-estadístico-histórico de España y sus posesiones de Ultramar de Pascual Madoz de la siguiente manera:

ALDEANUEVA DE SANTA CRUZ: l. con ayunt. de la prov., adm.de renl. y dióc. de Avila (12 leg.), part. jud. del Barco de Avila (2), aud. terr. y c. g. de Madrid (28): sit. al E. de la cab. de part. entre dos cerros á la izq. del camino que baja de Piedrahita á la del Barco; á la mitad de la dist. que separa estas dos v., y á 1/4 leg. de su anejo ó barrio del Bardal (V.), que le ayuda á formar la municipalidad: es de clima frio, por la proximidad de las sierras y viento N. que mas reina; se padecen fiebres intermitentos, gástricas, dolores de costado y reumáticos: tiene por sí solo 140 casas}, con la de ayunt. aunque mala; escuela de primera educacion dotada de los fondos públicos, á la que asisten 50 alumnos, dos fuentes en los estremos N. y S.; la primera buena, y la segunda inferior: una parr. con advocacion á Sta. Maria Magdalena, patrona del pueblo; y á la parte meridional de él, formando acera con la calle principal que va á la igl., un conv. de religiosas del órden de Sto. Domingo, con el titulo de Sta. Cruz de Aldeanueva (...) En los afueras en direccion al barrio del Bardal y del Barco, hay una ermita llamada del Humilladero, en sitio delicioso que da vista al valle de Becedas; en la parte del S., subiendo á la sierra 1/4 leg. de la pobl., se distinguen los escombros de otra ermita antiquísima, destruida en la guerra de la Independencia, y una fuente llamada Nueva, de agua muy fria y de escelente calidad. Confina su térm. y el del anejo por N., con el de la Aldehuela; S. con el de la Lastra del Cano; E. con el de la Avellaneda y Horcajo; y O. con el de Sta. Maria de Caballeros y los Cuartos; todos á 1/4 leg. de dist.; comprende un montecillo de chaparro al N. del pueblo que se llama el Carrascal; y otro de roble al SE. llama de la Dehesa: el terreno es desigual, arcilloso, y de inferior calidad; por cuya razon se destina muy poco á los cereales; lo riega un riach. que nace en el cerro de la Avellaneda al E. pasa al N. del l., y cerca del de Caballeros se reune con otro que baja de la Aldehuela; todo su cursa, 4 leg.; tuvo un puente de piedra labrada á la entrada del pueblo que fue arrebatado por una avenida; en el dia se facilita el paso por otro de madera y piedra tosca. Se hallan tambien dentro del term., ademas del anejo del Bardal, dos desp. llamados las Casas de la Fuente y las Casas de la Cabezuela: éste al N. del pueblo en el sitio que lleva el mismo nombre; y aquel al O. muy cerca del Bardal, y en el sitio que todavia conserva la misma denominacion: hará como un siglo que se despoblaron del todo sin que se sepa la causa: los caminos son locales y malos: se recibe la correspondencia del Barco dos veces á la semana. Prod.: centeno, poco trigo, mucho lino y bueno, patatas y algun garbanzo: hay cria de ganados, particularmente vacuno, por la abundancia de pastos de la sierra y praderia de riego: ind. y comercio: un molino harinero á la der. del arroyo; se estraen miles de a. de lino, importándose por los muchos arrieros del pueblo los art. que les son necesarios. Pobl.: 102 vec., 450 alm.: cap. prod.: 2.575,250 rs.: imp.: por terr. y pecuaria 103,010: prod. representativo de la riqueza ind. y fabril 2,150: contr.: por este concepto 86, por todos los demas ordinarios 3,801: presupuesto municipal: 6.623, del que se pagan 1,600 por dotacion del secretario: se cubre con 480 rs. del rendimiento de propios y repartimiento vecinal. Este pueblo se llama también Aldeanueva del Barco, de la Sierra, y mas comunmente, de las Monjas, por razon del famoso conv. que queda descrito.
(Madoz, 1845, p. 507)

## Demografía
Aldeanueva de Santa Cruz cuenta con una población de 102 habitantes (INE 2024).
| Gráfica de evolución demográfica de Aldeanueva de Santa Cruz entre 1842 y 2021                                        |
| |
| Población de derecho según los censos de población del INE. Población de hecho según los censos de población del INE. |

## Patrimonio
En su casco urbano se encuentra el antiguo convento de las Monjas, declarado bien de interés cultural en 1993.

## Símbolos
El escudo heráldico y la bandera que representan al municipio fueron aprobados oficialmente el 8 de abril de 1999. El escudo se blasona de la siguiente manera:

En campo de gules (rojo) Aldea de oro con Convento e Iglesia aclarado también de gules, terrasada de sínople (verde) y superada de una cruz flordelisada y fileteada de plata de la Orden de Santo Domingo (plata y sable). El escudo deberá timbrarse de Corona Real.
Boletín Oficial de Castilla y León nº 77 de 27 de abril de 1999

La descripción textual de la bandera es la siguiente:

Bandera:Cuadrada, de paño, partido en su centro, rojo al hasta y amarillo al batiente, en su centro cruz de la Orden de Santo Domingo (blanca y negra).
Boletín Oficial de Castilla y León nº 77 de 27 de abril de 1999